# Mesabolivar botocudo
Mesabolivar botocudo là một loài nhện trong họ Pholcidae. Loài này được phát hiện ở Brasil.